# Megachile albifascies
Megachile albifascies är en biart som först beskrevs av Johann Dietrich Alfken 1932.  Megachile albifascies ingår i släktet tapetserarbin, och familjen buksamlarbin. Inga underarter finns listade i Catalogue of Life.